# Jochen Hoefs
Jochen Hoefs (* 28. Juli 1939 in Cammin) ist ein deutscher Geochemiker und Mineraloge.
Jochen Hoefs besuchte die Grundschule in Neuhaus im Solling (1946–1950) und machte 1959 sein Abitur in Einbeck und studierte an der Universität Göttingen Mineralogie bis zur Promotion bei Carl W. Correns 1964. Thema der Dissertation war die Geochemie von Kohlenstoff in magmatischen und metamorphen Gesteinen. Danach war er am Labor für stabile Isotope in Göttingen, unterbrochen von Post-Doktoranden-Aufenthalten am Caltech bei Samuel Epstein und am Massachusetts Institute of Technology bei Patrick Mason Hurley. 1973 habilitierte er sich in Göttingen, wurde 1976 außerordentlicher und 1979 ordentlicher Professor. 2004 wurde er emeritiert.
Er befasste sich mit der Geochemie stabiler Isotope, insbesondere mit dem globalen Kohlenstoff-Zyklus in der geologischen Vergangenheit. Er schrieb ein Lehrbuch über Geochemie stabiler Isotope, das in erster Auflage 1973 erschien.
2015 wurde er Ehrenmitglied der Deutschen Mineralogischen Gesellschaft, der er 1975 bis 1977 vorstand. Er war zu Ehrenprofessuren in China und hielt 2005 die Crosby Lecture am MIT. 2006 erhielt er die Abraham-Gottlob-Werner-Medaille.
1983 bis 2008 war er Mitherausgeber von Chemical Geology und ab 1981 von Contributions to Mineralogy and Petrology.

## Schriften (Auswahl)
- Stable isotope geochemistry. Springer 1973, ISBN 3-540-06176-2; 6. Auflage 2009.
- mit Jan Veizer: The nature of O18/O16 and C13/C12 secular trends in sedimentary carbonate rocks. In: Geochimica et Cosmochimica Acta. Band 40, Nr. 11, November 1976, S. 1387–1395.